# 환산 질량
고전역학에서, 두 물체의 환산 질량(換算質量, reduced mass)은 두 물체의 질량의 조화 평균의 절반이다. 이체 문제의 풀이에 등장한다.

## 정의
서로 상호작용하는 두 점입자로 이루어진 계를 생각하자. 두 입자의 질량이 각각 {\displaystyle m_{1}}과 {\displaystyle m_{2}}라고 하면, 두 입자의 운동 방정식은 다음과 같다.
{\displaystyle m_{1}{\ddot {\mathbf {r} }}_{1}=\mathbf {F} _{12}}
{\displaystyle m_{2}{\ddot {\mathbf {r} }}_{2}=\mathbf {F} _{21}=-\mathbf {F} _{12}}.
따라서, 두 입자 사이의 거리 {\displaystyle \mathbf {r} =\mathbf {r} _{1}-\mathbf {r} _{2}}를 기술하는 미분 방정식은 다음과 같다.
{\displaystyle {\frac {1}{1/m_{1}+1/m_{2}}}{\ddot {\mathbf {r} }}=\mathbf {F} _{12}}.
이는 질량이
{\displaystyle \mu ={\frac {1}{1/m_{1}+1/m_{2}}}={\frac {m_{1}m_{2}}{m_{1}+m_{2}}}}
인 하나의 입자를 나타내는 운동 방정식으로 해석할 수 있다. 따라서, 원래의 이체 문제는 질량이 {\displaystyle \mu }인 하나의 입자를 다루는 일체 문제와 동등하다. 여기서 {\displaystyle \mu }를 원래 이체 문제의 환산 질량이라 한다.

## 성질
환산 질량 {\displaystyle \mu }는 항상 {\displaystyle \mu <m_{1}}과 {\displaystyle \mu <m_{2}}를 만족한다. 또한, 만약 {\displaystyle m_{1}<m_{2}}라면 항상 {\displaystyle m_{1}<2\mu <m_{2}}다. 이는 {\displaystyle 2\mu }가 {\displaystyle m_{1}}과 {\displaystyle m_{2}}의 조화 평균이기 때문이다.
만약 한 물체가 다른 한 물체보다 매우 무겁다면, 두 물체의 환산 질량은 둘 가운데 더 가벼운 물체의 질량에 수렴한다. 즉, 만약 {\displaystyle m_{1}\gg m_{2}}라면 {\displaystyle \mu \lesssim m_{2}}이고, 반대로 {\displaystyle m_{1}\ll m_{2}}라면 {\displaystyle \mu \lesssim m_{1}}이다. 따라서, 예를 들어 지구와 태양을 고려할 경우 환산 질량은 지구의 질량에 매우 가깝고, 수소 원자에서 환산 질량은 전자의 질량에 매우 가깝다.

## 같이 보기
- 조화 진동자